# Fugh University
«Fugh University» es el primer sencillo oficial de Return of the Dozen Vol. 2, álbum del grupo de Detroit, Míchigan, D12. En la canción, cantan todos los miembros activos de la banda, a excepción de Eminem. Cuenta con la producción de Denaun Porter.
- Datos: Q2887017